# Лейк-Мак-Форест-Гіллс (Флорида)
Лейк-Мак-Форест-Гіллс (англ. Lake Mack-Forest Hills) — переписна місцевість (CDP) в США, в окрузі Лейк штату Флорида. Населення — 992 особи (2020).

## Географія
Лейк-Мак-Форест-Гіллс розташований за координатами 29°0′3″ пн. ш. 81°25′24″ зх. д. / 29.00083° пн. ш. 81.42333° зх. д. (29.000833, -81.423374).  За даними Бюро перепису населення США в 2010 році переписна місцевість мала площу 13,37 км², з яких 12,52 км² — суходіл та 0,85 км² — водойми.

## Демографія
Згідно з переписом 2010 року, у переписній місцевості мешкало 1010 осіб у 405 домогосподарствах у складі 250 родин. Густота населення становила 76 осіб/км².  Було 511 помешкання (38/км²).
Расовий склад населення:
| - 95,0 % — білих - 0,6 % — чорних або афроамериканців - 0,5 % — корінних американців - 0,2 % — азіатів - 2,8 % — осіб інших рас |

До двох чи більше рас належало 0,9 %. Частка іспаномовних становила 4,8 % від усіх жителів.
За віковим діапазоном населення розподілялося таким чином: 21,8 % — особи молодші 18 років, 58,3 % — особи у віці 18—64 років, 19,9 % — особи у віці 65 років та старші. Медіана віку мешканця становила 44,4 року. На 100 осіб жіночої статі у переписній місцевості припадало 101,2 чоловіків;  на 100 жінок у віці від 18 років та старших — 108,4 чоловіків також старших 18 років.
За межею бідності перебувало 12,7 % осіб, у тому числі 0,0 % дітей у віці до 18 років та 36,0 % осіб у віці 65 років та старших.
Цивільне працевлаштоване населення становило 286 осіб. Основні галузі зайнятості: транспорт — 26,9 %, науковці, спеціалісти, менеджери — 19,9 %, фінанси, страхування та нерухомість — 14,0 %, роздрібна торгівля — 11,5 %.